# Nachal Besor
Nachal Besor nebo Nachal ha-Besor (hebrejsky: נחל הבשור) je vádí v Izraeli a Pásmu Gazy, v Negevské poušti.

## Geografie
Jeho délka dosahuje cca 80 kilometrů a jde tak o nejdelší vodní tok v Negevu, ovšem bez stálého průtoku. Nachal Besor pramení v centrálním Negevu v masivu Har Michija nedaleko kibucu Sde Boker, od kterého sem ústí rovněž vádí Nachal ha-Ro'a. Teče pak severozápadním směrem, přičemž po levé straně míjí zcela aridní oblast písečných dun Cholot Chaluca. Zprava přijímá několik výrazných přítoků, rovněž charakteru vádí. Jde o Nachal Revivim a Nachal Be'erševa. Pak vstupuje do rovinatější krajiny na severozápadním okraji Negevské pouště poblíž města Ofakim, která díky zavlažování ztratila pouštní charakter a je zemědělsky využívána. Nachází se tu při něm Národní park Eškol. Přijímá zprava vádí Nachal Grar a pak vtéká na území pásma Gazy, kde je označován jako Vádí Gaza. Ústí do Středozemního moře severně od města Nuseirat.
Proteče tudy ročně cca 1 480 000 kubických metrů vody s nestálým vodním režimem, který zvyšují zimní srážky a lokálně prameny poblíž toku. Roční srážky v povodí vádí dosahují méně než 100 mm na horním toku a 450 mm v dolním toku. Náhlé zimní srážky ale vedou k nárazovým povodním. V 60. letech 20. století na dolním toku vyrostla hráz a umělá nádrž, ale trvalou ochranu před povodněmi nepřinesla.
Plocha povodí dosahuje 3650 kilometrů čtverečních a Nachal Besor odvodňuje nejen centrální, západní a část severního Negevu, ale prostřednictvím Nachal Chevron i jižní sekci Judských hor respektive jejich části, která je nazývána Hebronské hory (Har Chevron). V části dolního toku byla na Nachal Besor vyhlášena přírodní rezervace o ploše 10 000 dunamů (10 kilometrú čtverečních – výhledově až 40 000 dunamů, tedy 40 čtverečních kilometrů), která zachovává polopouštní vegetaci a přilehlé údolí.

## Dějiny
Nachal Besor je zmiňován v Bibli a to v První knize Samuelově 30,10: „David pronásledoval nepřítele se čtyřmi sty muži; dvě stě mužů tam zůstalo, protože byli na smrt zemdleni a nemohli už Besórský úval přejít“ Ve středověku zde bylo řídké arabské osídlení, které skončilo v roce 1948 (s výjimkou beduínů na horním toku v poušti Negev a s výjimkou palestinských sídel v pásmu Gazy). Od poloviny 20. století zde začalo židovské osidlování. Horní tok vádí se ale nadále nachází ve velmi řídce osídlené krajině.